# 飛舞吧！
《飛舞吧！》是NHK第107部晨間劇，自2022年10月3日至2023年3月31日在NHK綜合頻道播出，由NHK大阪放送局（BK局）拍攝製作，福原遙主演。

## 企劃與製作
故事敘述出生於以製造業聞名的大阪府東大阪市的女主角小舞，與經營小工廠的父母及兄長一同生活在一起，然而害羞怕生的她在一次拜訪居住於長崎縣五島列島的祖母的機緣下，看到御風飛翔於廣闊天空的「婆羅門風箏（ばらもん凧）」的美妙及魅力後，便嚮往翱翔高空及憧憬迎風吹拂的感受，也立志要成為一名飛行員。然而這條路遠比小舞想像的還要艱辛嚴苛，在往返東大阪及五島數次後，與土地產生強烈羈絆的小舞油然而生新的夢想：建造一台能穿梭於各小島的電動小型飛機，而在朋友們的努力幫助及支持下，燃起希望與熱情的小舞準備展開雙翼，迎向青空。
2021年8月27日公布製作相關事宜，也是NHK大阪放送局繼第87作晨間劇《純與愛》後睽違10年再度以平成時代為時空背景的晨間劇作品。同年11月25日公布由福原遙通過2545人的激烈徵選中獲選擔任女主角。

## 登場人物

### 主角
- 岩倉舞→梅津舞：福原遙（幼年期：淺田芭路（日语：浅田芭路））

本劇主角。

### 東大阪的人們

#### 岩倉家
- 岩倉浩太：高橋克典（日语：高橋克典）

小舞的父親。
- 岩倉惠（岩倉めぐみ）：永作博美

小舞的母親。
- 岩倉悠人：橫山裕（幼年期：海老塚幸穩）

小舞的哥哥。

#### 梅津家
- 梅津貴司：赤楚衛二（幼年期：齋藤絢永）

小舞的幼年玩伴。
- 梅津勝：山口智充

貴司的父親。
- 梅津雪乃：桑波田理惠（日语：くわばたりえ）

貴司的母親。

#### 望月家
- 望月久留美：山下美月（幼年期：大野咲（日语：大野さき））

小舞的幼年玩伴。
- 望月佳晴：松尾諭

久留美的父親。
- 松下久子：小牧芽美

佳晴的前妻。

#### 東大阪的其他人們
- 笠卷久之：古館寬治（日语：古舘寛治）

工廠的資深職人。
- 八木巖：又吉直樹

古書店「無根草」的老闆。
- 津田道子：田熊靖子（日语：たくませいこ）

小舞與久留美打工的咖啡廳的老闆娘。
- 結城章：葵揚（日语：葵揚）

工廠的員工。
- 古川輝海：中村靖日（日语：中村靖日）

業務員。
- 宮坂利勝：木內義一（日语：木内義一）

業務員。
- 相良康光：平田理（日语：平田理）

業務員。
- 藤澤哲：榎田貴斗（日语：榎田貴斗）

業務員。
- 刈谷博文：高杉真宙

浪速大學人力飛機研發技師。
- 由良冬子：吉谷彩子

人力飛機的駕駛員。
- 鶴田葵：足立英（日语：足立英）

人力飛機社社長。
- 佐伯功：Trauden都仁（日语：トラウデン都仁）

社員。
- 西浦和重：永沼伊久也（日语：永沼伊久也）

社員。
- 玉本淳：細川岳（日语：細川岳）

社員。
- 空山樹：新名基浩（日语：新名基浩）

社員。
- 藤谷翼：山形匠（日语：山形匠）

社員。
- 日下部祐樹：森田大鼓

社員。
- 渥美士郎：松尾鯉太郎

社員。
- 大西誠：久保山知洋（日语：久保山知洋）

信用金庫的職員。
- 八神蓮太郎：中川大輔

對久留美獻殷勤的醫師。

### 長崎五島列島的人們
- 才津祥子：高畑淳子

小舞的祖母。
- 木戶豪：哀川翔（日语：哀川翔）

與祥子交好的船匠。
- 浦信吾：鈴木浩介

阿惠的同學，公所職員。
- 浦莉子：大橋梓

信吾的妻子。
- 浦一太：若林元太（日语：若林元太）（幼年期：野原壹太）

信吾的兒子。
- 浦凜：絢香

信吾的女兒。
- 山中櫻（山中さくら）：長濱禰留

在自家店內販賣祥子製作的果醬。
- 山口邦彥：永井響（日语：永井響）

小舞就讀島上小學的老師。
- 谷久也：前川清

島上診所的醫生。
- 森重美知留：辻本瑞希（日语：辻本みず希）

顧慮兒子無法適應東京學校，攜其移居五島。
- 森重朝陽：又野曉仁

美知留的兒子。

### 航空學校的人們
- 大河內守：吉川晃司

教學嚴厲的教官。
- 都築英二：阿南健治（日语：阿南健治）

專任教官。
- 柏木弘明：目黑蓮

追隨父母腳步，希望成為機師的優等生。
- 矢野倫子：山崎紘菜

歸國子女。不滿屈居男性之下，從大企業離職，立志作為女機長大顯身手。
- 中澤真一：濱正悟

原公務員。
- 吉田大誠：醍醐虎汰朗

單親家庭的孩子。
- 水島祐樹：佐野弘樹

超市經營者的兒子。

### 東京的人們
- 御園純：山口紗彌加

新聞記者。

## 播出日程
| 1                                                       | 1－5     | 2022年10月3日－10月7日 （媽媽與我）       | 田中正   | 15.9% |
| 2                                                       | 6－10    | 10月10日－10月14日 （婆羅門風箏，飛吧！） | 野田雄介 | 16.4% |
| 3                                                       | 11－15   | 10月17日－10月21日 （加油！爸爸）         | 田中正   | 16.1% |
| 4                                                       | 16－20   | 10月24日－10月28日 （青春添翼）           | 田中正   | 16.0% |
| 5                                                       | 21－25   | 10月31日－11月4日 （好想翱翔天際！）      | 田中正   | 15.2% |
| 6                                                       | 26－30   | 11月7日－11月11日 （天鵝號的奇跡）        | 小谷高義 | 15.6% |
| 7                                                       | 31－35   | 11月14日－11月18日 （想成為飛行員！）     | 田中正   | 15.5% |
| 8                                                       | 36－40   | 11月21日－11月25日 （前往航空學校！）     | 野田雄介 | 15.6% |
| 9                                                       | 41－45   | 11月28日－12月2日 （我們是團隊呀）        | 松木健祐 | 15.5% |
| 10                                                      | 46－50   | 12月5日－12月9日 （離別與初戀）           | 野田雄介 | 15.6% |
| 11                                                      | 51－55   | 12月12日－12月16日 （含笑飛行）           | 松木健祐 | 15.9% |
| 12                                                      | 56－60   | 12月19日－12月23日 （歇翅之島）           | 小谷高義 | 15.6% |
| 13                                                      | 61－63   | 12月26日－12月28日 （逆風之中）           | 田中正   | 15.0% |
| 14                                                      | 64－66   | 2023年1月4日－1月6日 （父親的背影）       | 田中正   | 14.7% |
| 15                                                      | 67－71   | 1月9日－1月13日 （決定的時刻）            | 田中正   | 15.7% |
| 16                                                      | 72－76   | 1月16日－1月20日 （母親與我的挑戰）       | 原田冰詩 | 16.0% |
| 17                                                      | 77－81   | 1月23日－1月27日 （朝著遠大的夢想前進）   | 野田雄介 | 16.2% |
| 18                                                      | 82－86   | 1月30日－2月3日 （親子之心）              | 野田雄介 | 16.2% |
| 19                                                      | 87－91   | 2月6日－2月10日 （告白）                  | 小谷高義 | 16.1% |
| 20                                                      | 92－96   | 2月13日－2月17日 （我想傳達的想法）       | 工藤隆史 | 15.9% |
| 21                                                      | 97－101  | 2月20日－2月24日 （重新出發）             | 田中正   | 16.0% |
| 22                                                      | 102－106 | 2月27日－3月3日 （冒險開始）              | 小谷高義 | 16.0% |
| 23                                                      | 107－111 | 3月6日－3月10日 （飛躍的機會）            | 小河久史 | 15.7% |
| 24                                                      | 112－116 | 3月13日－3月17日 （外婆的足跡）           | 野田雄介 | 15.6% |
| 25                                                      | 117－121 | 3月20日－3月24日 （我相信未來）           | 大野陽平 | 12.7% |
| 26                                                      | 122－126 | 3月27日－3月31日 （我們的翅膀）           | 田中正   | 15.4% |
| 平均收視率15.6%（收視率由Video Research於關東地區統計） |          |                                           |          |       |

## 製作團隊
- 編劇：桑原亮子（日语：桑原亮子）、嶋田嬉葉（日语：嶋田うれ葉）、佃良太
- 音樂：富貴晴美
- 主題曲：back number「I Love You」
- 旁白：佐田雅志
- 導演：田中正、野田雄介、小谷高義、松木健祐、原田冰詩、工藤隆史、小河久史、大野陽平
- 製作人：上杉忠嗣
- 製作統籌：熊野律時、管原浩

## 外部連結
- NHK官方網站 （页面存档备份，存于）
- 飛舞吧！的X（前Twitter）
- 飛舞吧！的Instagram帳戶

| 日本 NHK 連續電視小說                    | 日本 NHK 連續電視小說                    | 日本 NHK 連續電視小說 |
| ---------------------------------------- | ---------------------------------------- | --------------------- |
|                                          | 飛舞吧！ （2022年10月3日-2023年3月31日） |                       |
| 心胸咚咚 （2022年4月11日-2022年9月30日） | 爛漫 （2023年4月3日-9月29日）            |                       |

| NHK World Premium 週一至週六 7:00 - 7:15 | NHK World Premium 週一至週六 7:00 - 7:15 | NHK World Premium 週一至週六 7:00 - 7:15 |
| ---------------------------------------- | ---------------------------------------- | ---------------------------------------- |
|                                          | 飛舞 （2022年10月3日-2023年3月31日）     |                                          |
| 灶動的心 （2022年4月11日-2022年9月30日） | 爛漫 （2023年4月3日-9月29日）            |                                          |